# Jim Gregory General Manager of the Year Award
L'NHL General Manager of the Year Award è un premio annuale istituito dalla National Hockey League che premia il migliore general manager della lega. Questi viene votato da un comitato formato da 40 membri: oltre ai 30 general manager delle franchigie della NHL vi sono cinque membri dello staff della NHL e cinque rappresentanti dei media. Il detentore del trofeo è Lou Lamoriello, general manager dei New York Islanders al secondo premio consecutivo.

## Storia
Già nel 1993 Brian Burke, a quel tempo membro della dirigenza della NHL, propose di creare un trofeo da destinare al miglior dirigente delle squadre della lega. Tuttavia esso non fu creato prima del 2010. Fu presentato per la prima volta in occasione del meeting annuale dei GM durante le finali della Stanley Cup 2010, e non in occasione degli NHL Awards, come invece prassi per tutti gli altri premi della lega. A partire dall'anno successivo la cerimonia di consegna dell'NHL General Manager of the Year Award fu inserita nella scaletta della cerimonia degli NHL Awards.

## Vincitori
| Stagione | Vincitore      | Squadra              | Vittoria |
| -------- | -------------- | -------------------- | -------- |
| 2009-10  | Don Maloney    | Phoenix Coyotes      | 1        |
| 2010-11  | Mike Gillis    | Vancouver Canucks    | 1        |
| 2011-12  | Doug Armstrong | St. Louis Blues      | 1        |
| 2012-13  | Ray Shero      | Pittsburgh Penguins  | 1        |
| 2013-14  | Bob Murray     | Anaheim Ducks        | 1        |
| 2014-15  | Steve Yzerman  | Tampa Bay Lightning  | 1        |
| 2015-16  | Jim Rutherford | Pittsburgh Penguins  | 1        |
| 2016-17  | David Poile    | Nashville Predators  | 1        |
| 2017-18  | George McPhee  | Vegas Golden Knights | 1        |
| 2018-19  | Don Sweeney    | Boston Bruins        | 1        |
| 2019-20  | Lou Lamoriello | New York Islanders   | 1        |
| 2020-21  | Lou Lamoriello | New York Islanders   | 2        |